# Dia de la sortida de l'armari
El Dia de la sortida de l'armari és un dia anual de conscienciació LGBT que se celebra cada 11 d'octubre per donar suport a les persones lesbianes, gais, bisexuals i transgèneres en la sortida de l'armari. Celebrada per primera vegada als Estats Units l'any 1988, la idea inicial es va fonamentar en l'esperit d'alliberament feminista i gai de l'ésser personal polític, en l'èmfasi en la forma més bàsica d'activisme que s'extreu a la família, amics i companys, i en viure la vida com una persona obertament LGBT. La creença fonamental és que l'LGTBIfòbia prospera en una atmosfera de silenci i ignorància, i que una vegada que la gent sap que té éssers estimats que són lesbianes o gais, és molt menys probable que mantinguin opinions homòfobes o opressives.